# Noordbroek

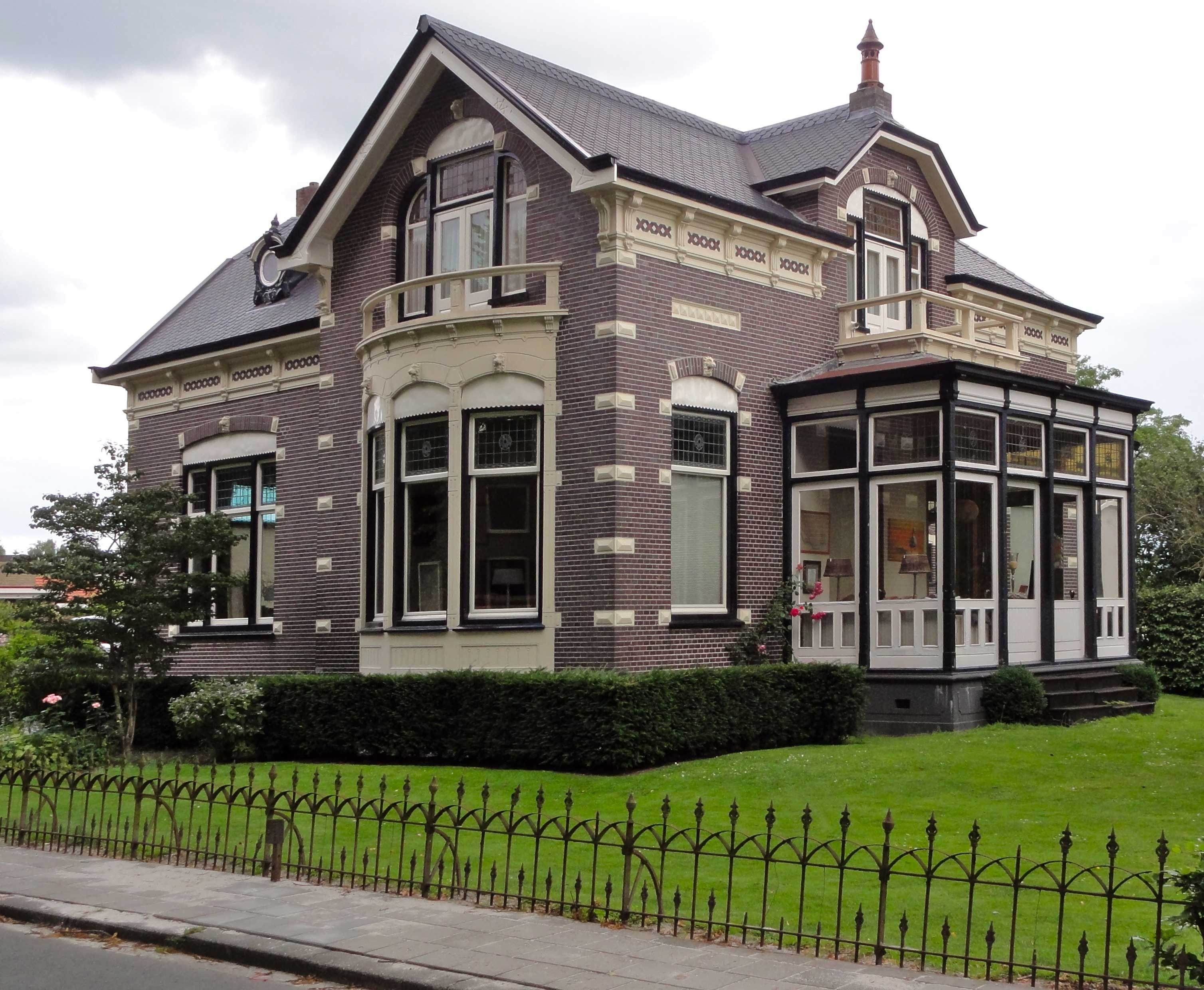
Noordbroek: edificio storico lungo la Zuidstraat

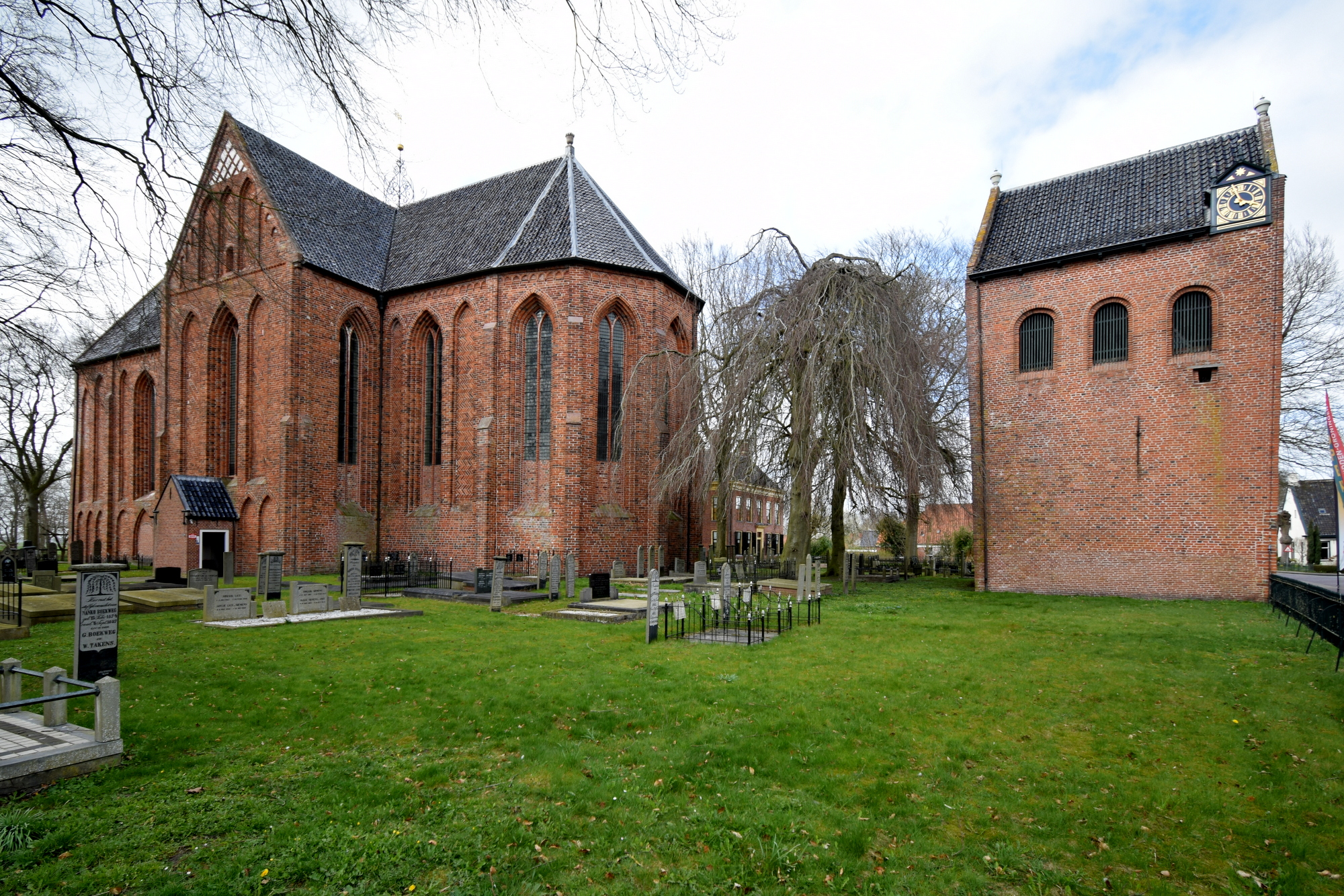
Noordbroek: la chiesa protestante

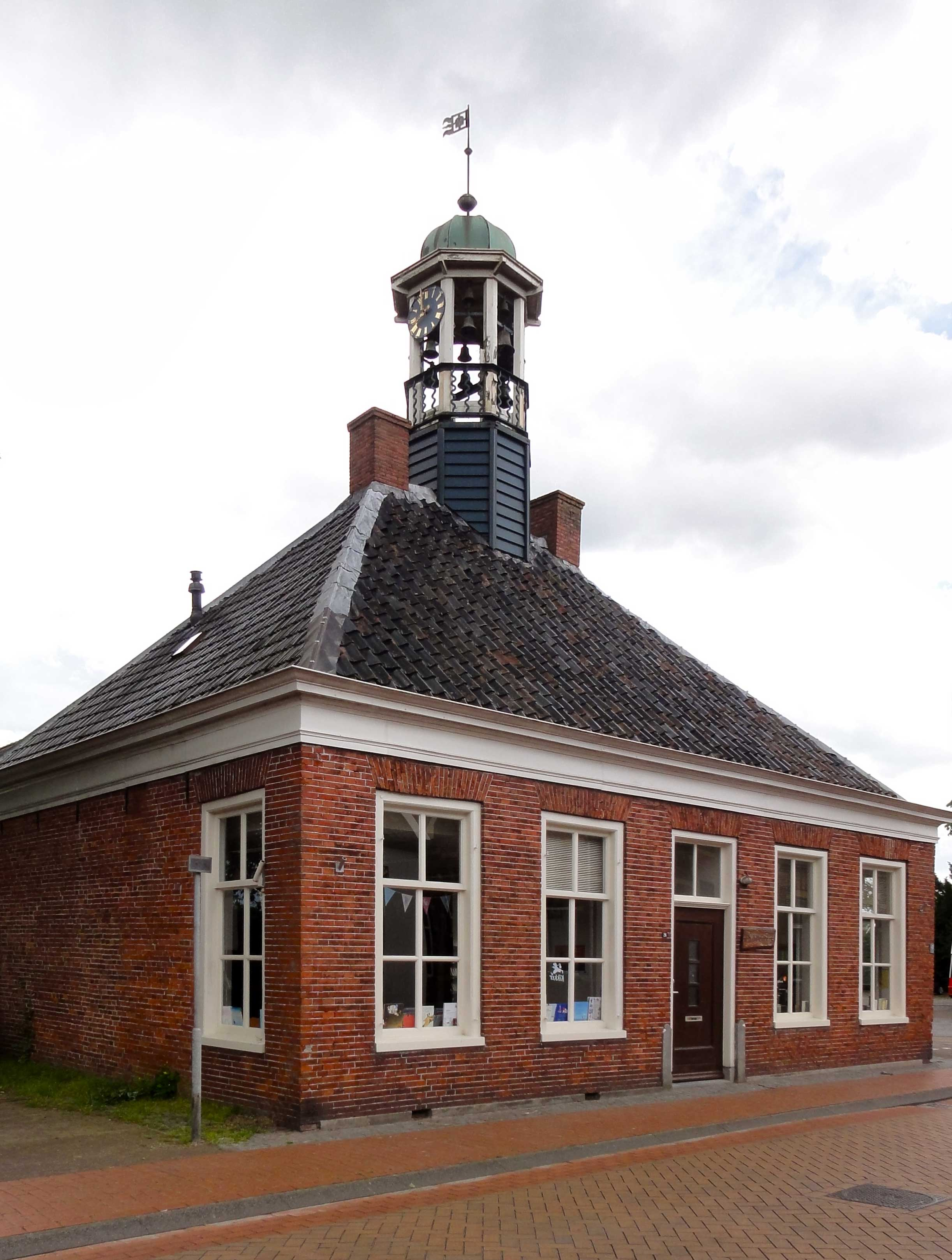
Noordbroek: la torre dell'orologio sulla Hoofdstraat

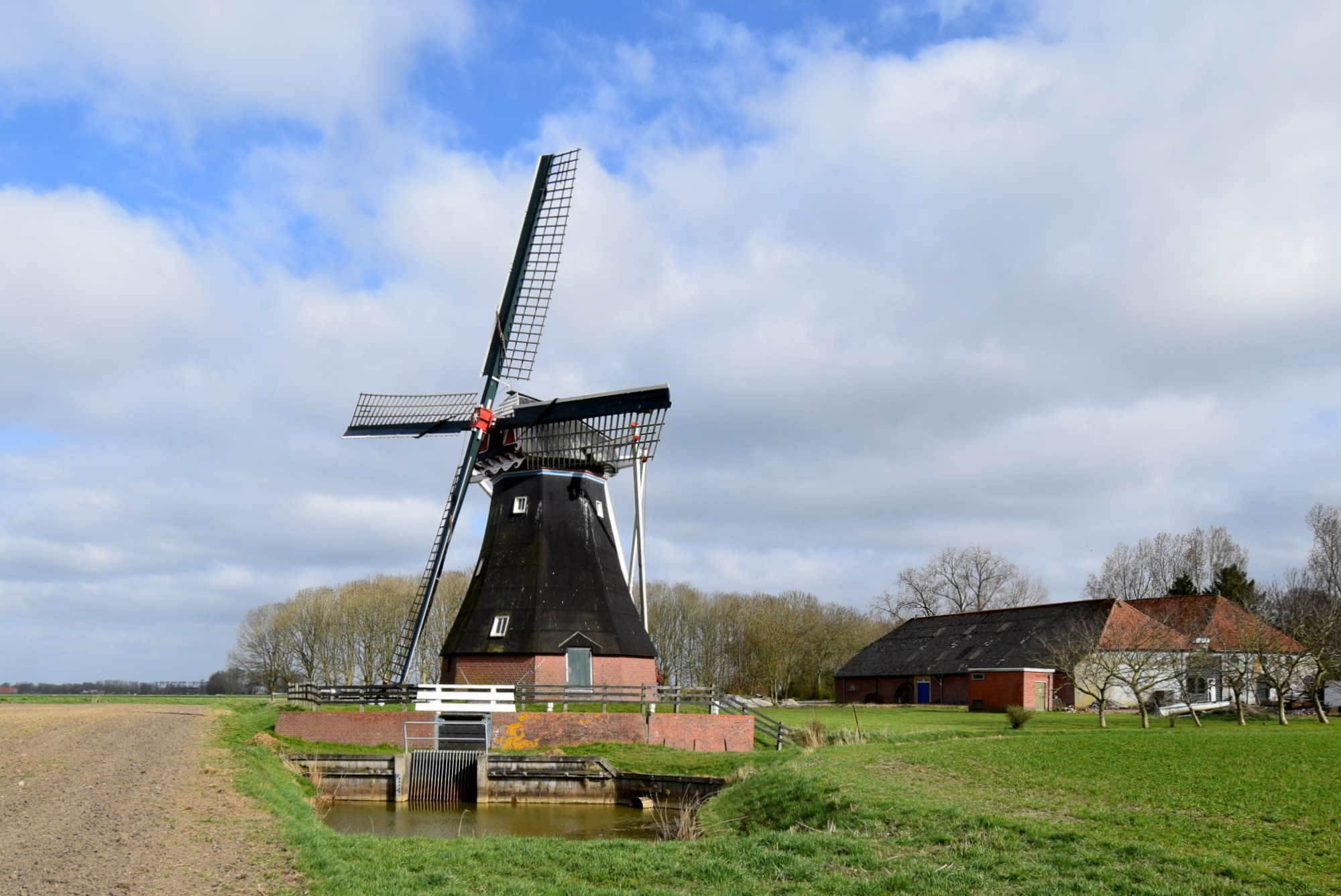
Noordbroek: il Noordermolen

Noordbroek (Noordbrouk in Gronings) è un villaggio (dorp) di circa 1800-1900 abitanti del nord-est dei Paesi Bassi, facente parte della provincia di Groninga (Groningen) e situato nella regione di Oldambt. Dal punto di vista amministrativo, si tratta di un ex-comune, dal 1965 accorpato alla  municipalità di Oosterbroek, comune a sua volta inglobato nel 2001 nella municipalità di Menterwolde, municiaplità che nel 2018 è stata inglobata nella nuova municipalità di Midden-Groningen.

## Geografia fisica
Noordbroek si trova nella parte nord-orientale della provincia di Groninga, a est della città di Groninga e non lontano dalla costa che si affaccia sul Dollard e sull'estuario del fiume Eems, tra le località di Delfzijl e Veendam (rispettivamente a sud della prima e a nord della seconda) e a pochi chilometri nord-est di Winschoten.  Il villaggio occupa un'area di 25,70 km², di cui 0,22 km² sono costituiti da acqua.

## Origini del nome
Il toponimo Noordbroek, attestato in questa forma dal 1700 e anticamente come Broke (1273), Nortdabrock (1478), Noordtbrouck (1579), Nordbrock (1599), è formato dal termine noord, ovvero "nord", "settentrionale", e dal termine broek, che significa "terreno paludoso".

## Storia

### Dalle origini ai giorni nostri
Sin dalla sua fondazione, Noordbroek si sviluppò come villaggio dedito all'agricoltura. Fu spesso soggetto alle inondazioni del Dollard.
Il 1º luglio 1965 Noordbroek cessò di essere un comune indipendente.

### Simboli
Nello stemma di Noordbroek sono raffigurati in alto una chiesa (di colore rosso su sfondo oro), stemma della parrocchia, e in basso un giglio (di colore bianco su sfondo blu), stemma dell'influente famiglia dei Van Gockinga.

## Monumenti e luoghi d'interesse
Noordbroek conta 18 edifici classificati come rijksmonument.

### Architetture religiose

#### Chiesa protestante
Il più antico edificio religioso di Noordbroek è la chiesa protestante, fondata nel XIV secolo.

### Architetture civili

#### Noordermolen
Altro edificio d'interesse è il Noordermolen, un mulino a vento risalente al 1805.

#### De Noordstar
Altro mulino a vento di Noorbroek è De Noordstar, situato lungo la Molelaan e risalente al 1849.

## Società

### Evoluzione demografica
Al censimento del 2022, Noordbroek contava una popolazione pari a 1 865 unità. È il dato demografico più basso dei gli ultimi nove rilevamenti della popolazione di Noordbroek, che nel 2016 era arrivata a contare 1 901 abitanti.
La popolazione al di sotto dei 16 anni era pari a 270 unità, mentre la popolazione dai 65 anni in su era pari a 450 unità.

## Geografia antropica

### Suddivisioni amministrative
buurtschappen
- Korengarst
- Noordbroeksterhamrik
- Stootshorn